# Tatlıkuyu, Ceyhan
Tatlıkuyu là một xã thuộc huyện Ceyhan, tỉnh Adana, Thổ Nhĩ Kỳ. Dân số thời điểm năm 2009 là 390 người.